# Чицоло (Мантова)
Чицоло је насеље у Италији у округу Мантова, региону Ломбардија.
Према процени из 2011. у насељу је живело 798 становника. Насеље се налази на надморској висини од 21 м.